# Nastazja (film)
Nastazja – film w koprodukcji polsko-japońskiej, w reżyserii Andrzeja Wajdy. Adaptacja powieści Idiota Fiodora Dostojewskiego.

## Obsada
- Tamasaburō Bandō - Książę Myszkin, Nastazja Filipowna
- Toshiyuki Nagashima - Rogożyn
- Baucho Tsuji